# Štefan Sádovský
Štefan Sádovský (* 13. Oktober 1928 in Valkáz, Tschechoslowakei; † 17. Juni 1984 in Bratislava) war ein tschechoslowakischer Politiker der Kommunistischen Partei der Tschechoslowakei KSČ (Komunistická strana Československa), der unter anderem 1969 Ministerpräsident der Slowakischen sozialistischen Republik war. Er galt als einer der reformkommunistisch orientierten Politiker während des Prager Frühlings.

## Leben
Štefan Sádovský, der 1948 Mitglied der Kommunistischen Partei der Tschechoslowakei KSČ (Komunistická strana Československa) wurde, absolvierte ein Studium der Wirtschaftswissenschaften an der Wirtschaftshochschule Bratislava VŠE (Vysoká škola ekonomická), das er 1954 abschloss. Danach war er in verschiedenen Funktionen als Landwirtschaftsexperte in der Staats- und Parteiverwaltung tätig. Er begann seine politische Laufbahn in der Kommunistischen Partei der Slowakei KSS (Komunistická strana Slovenska) und wurde auf deren Parteikongress (24. bis 25. November 1962) zunächst Mitglied der Zentralen Kontroll- und Revisionskommission. 1966 wurde er Mitglied des Slowakischen Nationalrates SNR (Slovenská národní Rada) und gehörte diesem bis 1971 an. Beim darauf folgenden Parteikongress (12. bis 14. Mai 1966) wurde er Mitglied des Zentralkomitees (ZK) der KSS. Auf dem zwei Wochen später stattfindenden XIII. Parteitag der Kommunistischen Partei der Tschechoslowakei (31. Mai bis 4. Juni 1966) wurde er sowohl zum Kandidaten des Präsidiums des ZK als auch zum Mitglied des Sekretariats des ZK sowie des ZK der KSČ gewählt. Dem Präsidium des ZK gehörte er im Zuge der Ereignisse im Prager Frühling zunächst bis zum 4. April 1968 und dem Sekretariat des ZK bis zum 31. August 1968 an.
Nach dem Einmarsch der Truppen des Warschauer Paktes zur Niederschlagung des Prager Frühlings am 21. August 1968 drangen mit Maschinengewehren bewaffnete sowjetische Truppen in das Büro des Ersten Sekretärs des ZK der KSČ Alexander Dubček ein und verhafteten neben Dubček und Sádovský auch andere Reformkommunisten wie Josef Smrkovský, František Kriegel, Josef Špaček, Bohumil Šimon, Zdeněk Mlynář, Vaclav Slavik, mehrere andere Beamte und Helfer. Auf dem Außerordentlichen Parteikongress der KSS (26. bis 29. August 1968) wurde er Mitglied des Präsidiums des ZK, ZK-Sekretär, Mitglied des Sekretariats des ZK sowie Mitglied des ZK der Kommunistischen Partei der Slowakei.
Des Weiteren wurde Sádovský Ende August 1968 auf dem außerordentlichen Parteitag in Prag-Vysočany (22. bis 31. August 1968), der später als XIV. Parteitag annulliert wurde, wieder zum Mitglied des Präsidiums und des Sekretariats des ZK gewählt. Als Mitglied des  Präsidiums wurde er auf dem ZK-Plenum vom 17. November 1968 bestätigt sowie zugleich auch Mitglied des neu geschaffenen Exekutivkomitees des ZK, dem neben ihm noch Oldřich Černík, Alexander Dubček, Evžen Erban, Gustáv Husák, Ludvík Svoboda und Lubomír Štrougal angehörten. Am 1. Januar 1969 wurde er des Weiteren Mitglied der Föderationsversammlung beziehungsweise Bundesversammlung (Federální shromáždění) und gehörte bis zum 25. November 1971 der Nationalitätenkammer (Sněmovna národů) an, die aus jeweils 75 Vertretern aus der Tschechischen sowie der Slowakischen Teilrepublik bestand.
Am 2. Januar 1969 wurde Štefan Sádovský erster Ministerpräsident der Slowakischen sozialistischen Republik und bekleidete diese Funktion bis zum 4. Mai 1969, woraufhin Peter Colotka seine Nachfolge antrat. Später fungierte er von Februar bis zu seiner Amtsenthebung Dezember 1970 nach als Vize-Ministerpräsident der SSR und somit als Stellvertreter von Peter Colotka. Er trat im Dezember 1970 als Mitglied des Zentralkomitees der KSČ zurück und wurde auf dem XIV. Parteitag (25. bis 29. Mai 1971) auch nicht mehr in das Zentralkomitee der Partei wiedergewählt. 1971 wurde er aufgrund seiner Haltung gegenüber dem Prager Frühling aus der Kommunistischen Partei ausgeschlossen und zog sich anschließend aus dem politischen Leben zurück.